# Euthalia eion
Euthalia eion är en fjärilsart som beskrevs av De Nicéville 1895. Euthalia eion ingår i släktet Euthalia och familjen praktfjärilar. Inga underarter finns listade i Catalogue of Life.